# I skydd av skuggorna
I skydd av skuggorna är en kriminalroman av Helene Tursten publicerad 2012.